# سفر دراز روز در شب
سفر دراز روز در شب (انگلیسی: Long Day's Journey into Night) 
نمایش‌نامه‌ای از یوجین اونیل است که در ۱۹۳۹–۱۹۴۱ نوشته شده و پس از مرگ نویسنده در ۱۹۵۶ منتشر شد. این اثر در ۱۹۵۷ برنده جایزهٔ پولیتزر شد. این اثر با وجود گذشت چند دهه از نگارش آن، هنوز از دیدگاه‌های متفاوت مورد بررسی قرار می‌گیرد.
اونیل در این نمایش‌نامه یک روز غم‌انگیز از ماه اوت سال ۱۹۱۲ از ساعت هشت و نیم صبح تا نیمه شب را در خانوادهٔ تایرون به تصویر می‌کشد. چهار شخصیت اصلی نمایش‌نامه همگی به نحوی
با معضل اعتیاد درگیرند. سه شخصیتِ مذکرِ داستان می‌خواره‌اند و مادر خانواده به علت عارضه‌های ناشی از زایمان و تجویز نامناسب مورفین از سوی پزشکی غیرحاذق به مصرف آن معتاد شده است.
پدر خانواده نیز به علت وضع مالی بدی که در گذشته داشته، بسیار مُمسک است و اعضای خانواده، خساست وی را عامل اصلی اعتیاد مادر می‌دانند و او را ملامت می‌کنند. داستان سفری طولانی از روز به شب آشکارا مبتنی بر زندگی شخصی اونیل است چرا که پدر خانواده بازیگر تئاتر و مدام در سفر برای اجرای نمایش است و مادر معتاد و دچار حمله‌های عصبی است. یکی از برادران عیاش و الکُلی و برادر دیگر یادآور برادر کوچک اونیل به نام ادموند است که در دو سالگی مرده و اونیل در اینجا نام یوجین را بر او نهاده است.

## به فارسی
- سیر روز در شب، محمود کیانوش
- سفر طولانی از روز به شب، بیتا دارابی
- سیر طولانی روز در شب، یدالله آقا عبّاسی